# APB: All Points Bulletin
APB: All Points Bulletin (seit 2014 APB Reloaded bzw. APBR) ist ein Online-Spiel des Genres Third-Person-Shooter und für das Betriebssystem Microsoft Windows erhältlich. Das Spiel ist seit dem 31. Mai 2016 als Free-to-play im Xbox One Store zu haben. Die Xbox One Version enthält erstmals die neue Grafik Engine, während PC- und PlayStation-4-Versionen weiter auf sich warten lassen.

## Entwicklung
Das Spiel wurde von Realtime Worlds entwickelt und ab dem 6. Juni 2010 über Electronic Arts als kostenpflichtiges Onlinespiel mit Monatsgebühren vertrieben. Da es nicht gelang, eine ausreichende Zahl an Abonnenten zu akquirieren, wurde der Betrieb jedoch bereits nach wenigen Monaten wieder eingestellt. Realtime Worlds wurde im November 2010 von K2 Network aufgekauft. Die K2-Tochterfirma Reloaded Productions kündigte daraufhin eine Neuveröffentlichung des Spiels unter dem Titel APB: Reloaded und mit einem Free-to-play-Modell für das Jahr 2011 an. Es existierten jedoch bereits zahlreiche Bezahlangebote, wodurch das Spiel den Geschäftsbetrieb effektiv bereits aufgenommen hatte.

## Spielprinzip
Der Spieler kann sich zwischen zwei urbanen Fraktionen entscheiden: Enforcer (deutsch: „Vollstrecker“) oder Kriminelle, welche jeweils verschiedene Fahrzeuge und Waffen zur Verfügung stellen. Nach dem Tutorial ist es möglich, zwischen zwei verschiedenen Gebieten zu wählen, in welchen Missionen für verschiedene Organisationen erledigt werden müssen. Dadurch schaltet der Spieler weitere Kontakte, Waffen und Ausrüstung frei.
In den verschiedenen Distriktinstanzen halten sich bis zu 100 Spieler auf, die als Mit- oder Gegenspieler fungieren. Ein Spieler oder eine Gruppe von Spielern erhält einen bestimmten Auftrag, zum Beispiel „Beschaffe einen Koffer“ oder „Stiehl ein Auto“, während die Gruppe der anderen Fraktion zeitgleich die Aufgabe erhält, dieses zu verhindern.
Eine Besonderheit an APB ist die Modifikation von Charakteren, Kleidung, Fahrzeugen, Sprühlogos und Musik-Themes.

## APB: Reloaded
Kurz nachdem APB: Reloaded auf der Spieleplattform Steam erschienen war, erreichte die offizielle Website des Spiels, Gamersfirst, über 3 Millionen Spieler-Registrationen. Dort nahm das Spiel im Bereich „Kostenlose Spiele“ in kurzer Zeit die oberen Plätze ein.
Zum offiziellen APB: Reloaded-Release gab es ein Update mit dem Namen Fight Club, das zwei neue Karten beinhaltete. Die Gestaltung der Karte The Beacon ist an den Financial Distrikt angelehnt. Dabei handelt es sich um eine Baustelle eines Hochhauses, die sich über mehrere Stockwerke erstreckt. Später wurde The Beacon abgeschafft und durch
Abington Towers, ein verlassenes Irrenhaus, ersetzt.
Baylan Shipping erinnert stark an den Waterfrontbereich Docks. Größtenteils sind auf der Karte Schiffscontainer verteilt, auf die man Klettern kann, um auf erhöhte und damit strategisch günstige Positionen zu gelangen.

### Distrikte
Die Distrikte sind im Grunde genommen sogenannte Maps, von denen es fünf verschiedene gibt. Der Financial Distrikt ist die farbenfrohe Innenstadt, die leicht an New York erinnert. Dann gibt es noch den Waterfront Distrikt, bei dem es sich um eine wohlhabende Hafenstadt handelt. Darauf folgt der Fight Club, welcher aus zwei kleinen Distrikten besteht: Baylan Shipping und Abington Towers. Hier kämpfen Enforcer gegen Kriminelle im Team Deathmatch um Geld und Joker Tickets. Außerdem gibt es den friedlichen Social District, indem man seinen Charakter und dessen Eigentum, also Fahrzeuge, Kleidung etc., individuell gestalten kann. Außerdem gibt es dort den Marktplatz, eine Versteigerungsplattform, an der man Gegenstände von anderen Spielern kaufen oder eigene verkaufen kann. In diesem Distrikt gibt es keine Missionen, Waffen oder ähnliches, hier wird lediglich gehandelt, gechattet sowie der Charakter individualisiert.

### Spielmodus
Es gibt zwei neue Wettkampfmodi: das Team Death Match sowie das Capture Points Match. Beim Team Death Match bekämpfen sich die jeweiligen Fraktionen gegenseitig. Durch das Töten oder Verhaften der Gegner erhalten die Teams Punkte, bis eine Seite 100 Punkte erreicht hat und gewinnt. Beim Capture Points Match werden drei große oder fünf kleine Kreise erzeugt (gespawnt), die es gilt, einzunehmen und zu halten. Das Team, welches als erstes 600 Punkte erreicht, gewinnt. Dabei nehmen Tötungen und Verhaftungen keinen Einfluss auf den Punktestand.

### Belohnungen
Im Fight Club kann der Spieler Geld und sogenannte „Joker Tickets“ erspielen, jedoch ist es dort nicht möglich, seine Kontakte zu leveln. Joker Tickets kann man im Social District einlösen, um damit exklusive Fahrzeuge, Waffen, Kleidung etc. zu kaufen.

### Armas-Marketplace
Der Armas-Marketplace ist ein im Spiel integrierter Item-Shop, in dem sogenannte Premiumgegenstände gekauft werden können. Wiederkehrende Angebote sollen die Kunden zum Kauf einer Waffe anreizen. Außerdem kann man sich dort einen Premiumaccount für einen bestimmten Zeitraum kaufen, durch den man dann einen Bonus auf alle Belohnungen bekommt und seine Fahrzeuge und Kleidungsstücke mit bis zu 50 Stickern ausstatten kann. Zudem erhält man einen Rabatt von 20 % auf alle Artikel im Armas-Marketplace, ebenso auf weitere Premiumaccounts.